# Как писать рассказ для «Блэквуда»
«Как писать рассказ для „Блэквуда“» (англ. How to Write a Blackwood Article ) — юмористический рассказ Эдгара Аллана По, впервые опубликованный в ноябре 1838 года в журнале Baltimore American Museum. Традиционно печатается вместе с новеллой «Трагическое положение». Был включён в двухтомник 1840 года «Гротески и арабески» под названием «Синьора Зенобия», 12 июля 1845 года был опубликован в журнале The Broadway Journal в значительно изменённом виде.
Рассказ написан от лица женщины, писательницы синьоры Психеи Зенобии, пишущей для «Blackwood's Magazine». В её лице автор высмеивает бездарных, но плодовитых писательниц своего времени, заполонивших своими невежественными, надуманными и высокопарными опусами книжные магазины Америки, а также высмеивает журнал, охотно печатавший такие рассказы.